# Glad All Over (альбом)
Glad All Over — шестой студийный альбом группы The Wallflowers, изданный в 2012 году.

## Об альбоме
После выхода Rebel, Sweetheart группа взяла продолжительный перерыв в творчестве, во время которого Джейкоб Дилан записал два сольных альбома: Seeing Things и Women + Country. В 2011 году в интервью журналу Rolling Stone лидер группы заметил, что 5-6 лет проходят довольно быстро, тем самым делая заявление о воссоединении The Wallflowers. Во время записи Glad All Over в группу вернулся гитарист Стюарт Матис, а также появился новый ударник Джек Айронс, заменивший Фреда Элтрингхэма. Коллектив завёл персональные страницы на Facebook и Twitter. Первый сингл «Reboot The Mission» вышел 23 июля, в его записи принял участие гитарист ныне не существующей панк-рок-группы The Clash Мик Джонс.

## Список композиций
Слова и музыка всех песен — Джейкоба Дилана.
| №   | Название                                          | Длительность |
| --- | ------------------------------------------------- | ------------ |
| 1.  | «Hospital for Sinners»                            | 3:05         |
| 2.  | «Misfits and Lovers»                              | 3:25         |
| 3.  | «First One in the Car»                            | 4:21         |
| 4.  | «Reboot the Mission»                              | 3:32         |
| 5.  | «It's a Dream»                                    | 3:15         |
| 6.  | «Love Is a Country»                               | 3:54         |
| 7.  | «Have Mercy on Him Now»                           | 3:21         |
| 8.  | «The Devil's Waltz»                               | 3:06         |
| 9.  | «It Won't Be Long (Till We're Not Wrong Anymore)» | 3:38         |
| 10. | «Constellation Blues»                             | 4:21         |
| 11. | «One Set of Wings»                                | 3:28         |

## Участники записи
- Джейкоб Дилан — вокал, гитара
- Рами Джаффе — орган Хаммонда, клавишные, фортепиано
- Грег Ричлинг — бас-гитара
- Стюарт Матис — гитара, бэк-вокал
- Джек Айронс — ударные, перкуссия